# Jorge Olguín
Jorge Olguín (Dolores, Buenos Aires, 17 de maio de 1952) é um ex-futebolista argentino.

## Carreira

### Seleção
- 1976-1982: Argentina

### Clubes
- 1970-1979: San Lorenzo de Almagro
- 1979-1983: Independiente
- 1983-1989: Argentinos Juniors

## Títulos
| Ano  | Time               | Título              |
| ---- | ------------------ | ------------------- |
| 1972 | San Lorenzo        | Metropolitano       |
| 1972 | San Lorenzo        | Nacional            |
| 1974 | San Lorenzo        | Nacional            |
| 1978 | Argentina          | Copa do Mundo       |
| 1983 | Independiente      | Metropolitano       |
| 1984 | Argentinos Juniors | Metropolitano       |
| 1985 | Argentinos Juniors | Nacional            |
| 1985 | Argentinos Juniors | Copa Libertadores   |
| 1986 | Argentinos Juniors | Copa Interamericana |